# Keesje

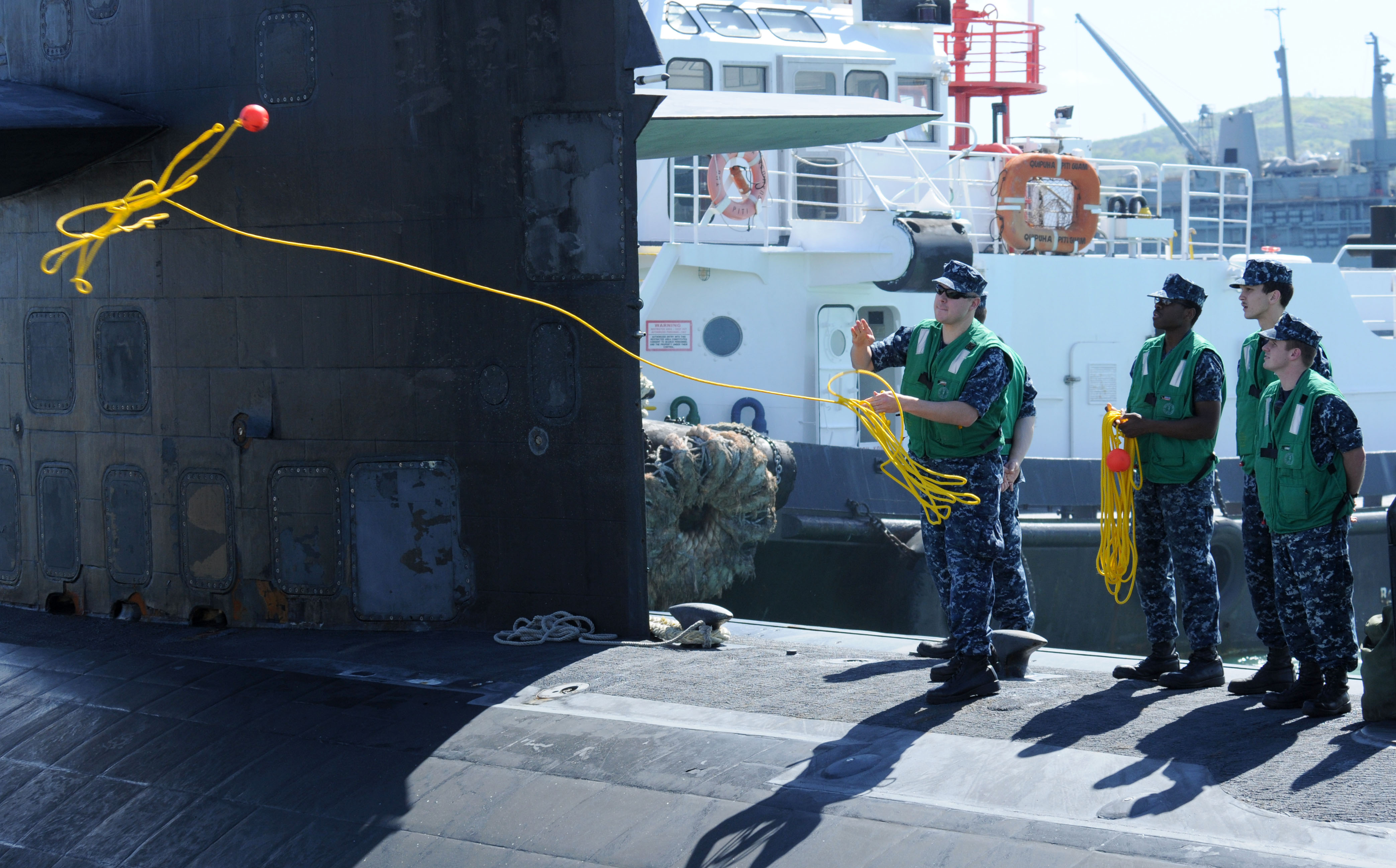
Een keesje in het gebruik.

Een keesje is een verzwaring aan een werplijn, een dun touw voor scheepsgebruik. De verzwaring kan van alles zijn, bijvoorbeeld een linnen of lederen zakje met zand, omvlochten met een sierknoop, bijvoorbeeld een turkse knoop. De lijn moet van voldoende lengte zijn om staand aan dek de wal of een ander schip te kunnen bereiken.
De lijn is bestemd is om een landvast of tros aan boord te halen van een ander schip of die over te geven aan de wal. Als de worp geslaagd is wordt die er met een slipsteek aan vastgemaakt en zo overgetrokken naar een bolder of beting. 
Aan het gebruik van een lijn met een keesje ziet men de ervaring af. 